# Pseudomusaria farinosa
Pseudomusaria farinosa är en skalbaggsart som först beskrevs av Ludwig Ganglbauer 1885.  Pseudomusaria farinosa ingår i släktet Pseudomusaria och familjen långhorningar.
Artens utbredningsområde är Iran. Inga underarter finns listade i Catalogue of Life.